# Uretra prostàtica

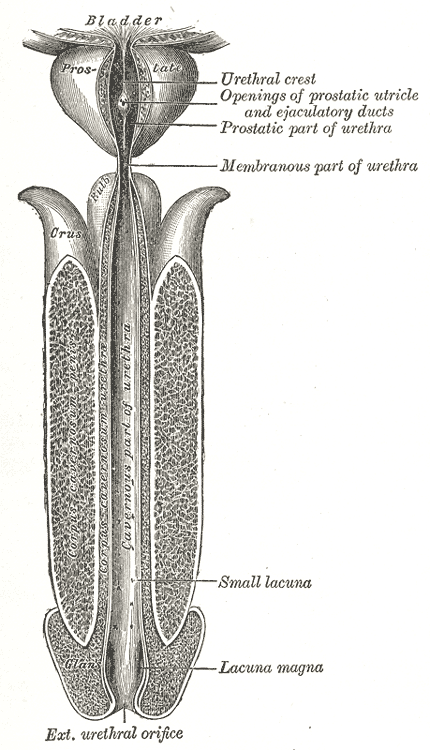
Uretra masculina. (la part prostàtica és a dalt a la dreta.)

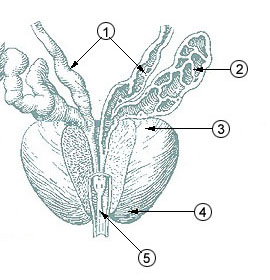
1: Vas deferens
2: vesícula seminal
3: Base de la pròstata
4: Àpex de la pròstata
5: Uretra prostàtica

La uretra prostàtica, (en llatí: pars prostatica urethrae) és la part més ampla i més dilatable del canal de la uretra, fa uns 3 cm de llargada.
Discorre gairebé verticalment a través de la pròstata des de la seva base fins al seu àpex; la forma del canal és fusiforme, essent més ampla al mig que a les extremitats, i és més estreta per sota, on s'uneix amb la part membranosa.
La secció transversal té forma de ferradura de cavall.